# Grzegorz Knapski
Grzegorz Knapski S.J. (anche noto con il cognome Knapiusz o Cnapius) (Grodzisk Mazowiecki, 1561 – Cracovia, 12 novembre 1638) è stato un gesuita, grecista e filologo polacco.

## Biografia
Grzegorz Knapski insegnò nelle scuole a Varsavia e dal 1582 al Collegio dei Gesuiti a Pułtusk. Trascorse brevi periodi a Vilnius e Braniewo. Nel 1585 emise i voti solenni a Kalisz e divenne insegnante nel collegio di quella città. Dal 1587 completò i suoi studi filosofici a Poznań e Pułtusk. Tra il 1594 e il 1598 seguì un corso quadriennale di teologia a Vilnius. Alla fine del XVI secolo, divenne prefetto delle scuole di Poznań. Tra il 1603 e il 1613 visse principalmente a Lublino, ma trascorse alcuni periodi a Poznań e Cracovia. Tra il 1614 e il 1617 visse a Leopoli e Jarosław.

## Opere
Knapski fu un importante autore del teatro gesuitico e, tra il 1596 e il 1604, scrisse vari drammi in latino, per lo più ambientati nell'oriente bizantino (Mauritius, Belisarius etc.). 
Nel 1614 si stabilì a Cracovia e si dedicò agli studi lessicografici. Deve la sua fama soprattutto al suo dizionario in tre volumi Thesaurus polono-latino-graecus seu promptuarium linguae Latinae et Graecae, pubblicato tra il 1621 e il 1632 e ristampato più volte in versione integrale o parziale fino alla fine del XVII secolo. La prima edizione fu pubblicata a Cracovia nel 1621, la seconda edizione riveduta e corretta nel 1643. 
Il primo volume dell'opera, di oltre 1.500 pagine, contiene un dizionario polacco-latino-greco, il secondo fornisce un indice analitico in latino al primo volume, e il terzo contiene una raccolta di frasi idiomatiche e proverbiali (oltre 1.300 voci). Il volume offre una delle prime raccolte di proverbi polacchi, ampiamente glossati e confrontati con i loro equivalenti latini e greci.
Knapski prese a modello varie opere rinascimentali del secolo precedente, in particolare il Dictionnaire français-latin di Robert Estienne (1541).
Il Thesaurus di Knapski esercitò un'enorme influenza sui successivi dizionari polacchi fino alla metà del XIX secolo ed è considerato la più importante opera lessicografica della Polonia rinascimentale.